# AGM-62 Walleye

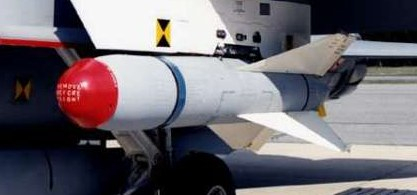
AGM-62 Walleye Podwieszony pod skrzydłem samolotu

AGM-62 Walleye – amerykańska naprowadzana telewizyjnie szybująca bomba lotnicza używana do precyzyjnego niszczenia celów.

## Historia
AGM-62 Walleye została opracowana przez firmę Martin Marietta i używana w latach 60. Była pierwszą z rodziny amunicji precyzyjnej opracowanej dla zminimalizowania zniszczeń obiektów sąsiadujących z celem ataku. W styczniu 1963 samolot YA-4B Skyhawk zrzucił pierwszą bombę na poligonie China Lake, która bezbłędnie trafiła w cel. Firma Martin otrzymała pierwszy kontrakt na produkcję bomb w 1966, a na uzbrojenie US Air Force i US Navy weszły w następnym roku. W maju 1967 użyto ich po raz pierwszy w Wietnamie. 19 maja piloci marynarki trafili bombami Walleye główną elektrownię Hanoi. Nalot powtórzony dwa dni później wyłączył elektrownię z eksploatacji.

## Opis
Walleye to beznapędowa bomba szybująca naprowadzana radiowo z telewizyjną obserwacją celu. W większości używano głowicy z materiałem wybuchowym o masie 113 kg. Były także głowice o masie 450 kg i jądrowe.